# Haplopharynx rostratus
Haplopharynx rostratus är en plattmaskart som beskrevs av Meixner 1938. Haplopharynx rostratus ingår i släktet Haplopharynx, och familjen Haplopharyngidae. Arten är reproducerande i Sverige.